# 瓦尔克林根
瓦尔克林根（德語：Walkringen）是瑞士联邦伯尔尼州伯尔尼高地区的市镇。该市镇面积为17.19平方千米，海拔高度708米，2018年12月31日人口数为1,767。